# 여름철 한정 트로피컬 파르페 사건
《여름철 한정 트로피컬 파르페 사건》(일본어: 夏期限定トロピカルパフェ事件)은 요네자와 호노부의 2009년작 추리 소설로, '소시민 시리즈'의 두 번째 작품이다. 시점은 전편으로부터 1년 뒤의 여름방학 시기이다.

## 주요 등장인물
- 고바토 조고로(小鳩常悟朗): 고등학교 2학년생이 되었다. 여전히 참견쟁이 탐정으로서의 본성을 억누르고 소시민을 표방하고 있으나 수수께끼가 주어지면 본본능적으로 움직이곤 한다. 오사나이에게 이끌려 동네의 맛있는 디저트를 먹으러 다니고 있다.
- 오사나이 유키(小佐内ゆき): 고바토의 '소시민' 동맹.
- 도지마 겐고(堂島健吾): 고바토의 몇 안 되는 친구. '가와마타 가스미'라는 여학생과 사귀기 시작했다(본인은 처음에 여자친구임을 부정했으나, 소설의 결말부에서는 공개적으로 연애하기 시작했다고 서술된다). 가스미의 언니 사나에 문제 때문에 고민하고 있다.
- 가와마타 사나에(川俣さなえ): 겐고의 여자친구 가스미의 언니. 이사와 하세미의 마약 패거리에 들어간 것 때문에 여동생이 걱정하고 있다.
- 이사와 하세미(石和馳美): 고바토, 오사나이와 같은 다카바 중학교 출신의 불량학생. 중학교 3학년 때 집단 마약 사건으로

## 수록 작품

### 서장 〈마치 솜사탕처럼〉
まるで綿菓子のよう

### 제1장 〈샬럿은 나의 것〉
シャルロットだけはぼくのもの

### 제2장 〈셰이크 하프〉
シェイク・ハーフ
고바토는 패스트푸드점에서 치즈버거를 먹다가 우연히 그곳에서 대기하고 있던 겐고와 만난다. 겐고는 여자친구 가스미로부터 마약 그룹에 빠진 자기 언니를 구해달라는 부탁을 받았다면서, 갑자기 메모 한 장을 남기고 뛰쳐나간다.

### 제3장 〈매운맛 곱빼기〉
激辛大盛
집에서 책을 읽던 고바토는 겐고의 갑작스러운 연락으로 같이 매운 탄탄멘을 먹으러 간다. 겐고는 고바토에게 먼젓번의 가와마타 사나에 이야기를 털어놓는다.

### 제4장 〈사탕 줄게, 이리 오렴〉
おいで、キャンディーをあげる
겐고를 만나고 돌아온 날 밤, 고바토는 오사나이로부터 내일 축제에 가서 같이 사과 사탕을 먹자는 연락을 받는다. 다음날 오사나이의 집에 가보니 오사나이는 없고 그녀의 어머니만 있었다. 그리고 오사나이의 어머니는 딸이 유괴되었다는 충격적인 소식을 듣는다. 오사나이의 집을 나온 고바토는 오사나이로부터 수수께끼의 문자를 받고, 이를 오사나이의 구출 메시지로 해석해서 겐고를 데리고 그녀를 구하러 간다.

### 종장 〈스위트 메모리〉
スイート・メモリー
오사나이의 유괴 사건 해결 후 몇 가지 의문점을 느낀 고바토는 오사나이와 함께 여름철 한정 트로피컬 파르페를 먹는 자리에서 자신의 추리를 이야기한다. 그 결과, 두 사람은 눈물을 흘린다.

## 한국어 번역본 정보
- 《여름철 트로피컬 파르페 사건》(박승애 옮김, 노블마인 펴냄, 2007년 6월 출간, ISBN 9788901068091)
- 《여름철 한정 트로피컬 파르페 사건》(김선영 옮김, 엘릭시르 펴냄, 2016년 10월 출간, ISBN 9788954642651)